# Sønder Onsild
Sønder Onsild er en landsby i det sydlige Himmerland med 475 indbyggere  (2024). Sønder Onsild er beliggende otte kilometer sydvest for Hobro, 30 kilometer nordøst for Viborg og 26 kilometer nordvest for Randers nær Nordjyske Motorvej. Nærmeste by er Sønder Onsild Stationsby en kilometer mod syd.
Landsbyen ligger i Region Nordjylland og hører til Mariagerfjord Kommune. Sønder Onsild er beliggende i Sønder Onsild Sogn.
I landsbyen ligger bl.a. Sønder Onsild Kirke.